# Willis Lamb
Willis Eugene Lamb Jr. (Los Angeles, 1913. július 12. –‎ Tucson, 2008. május 15.) amerikai fizikus volt, aki 1955-ben Polykarp Kuschsal megosztva kapta a fizikai Nobel-díjat „a hidrogénspektrum finomszerkezetével kapcsolatos felfedezéseiért”. Lamb pontosan meg tudta határozni a hidrogénatom elektronenergiáinak meglepő eltolódását, amelyet Lamb-eltolódásként ismerünk. Az Arizonai Egyetem Optikai Tudományok Karának professzora volt. PhD hallgatója volt többek között Győrffy Balázs fizikus.

## Élete
Los Angelesben, Kaliforniában született, és a Los Angeles Középiskolába járt. 1930-ban vették fel a Kaliforniai Egyetemre, Berkeley-be, ahol 1934-ben kémia szakon szerzett alapdiplomát. Julius Robert Oppenheimer irányításával a neutronok kristályokon történő szórásával kapcsolatos elméleti munkásságáért 1938-ban fizikából doktorált. Mivel az akkoriban rendelkezésre álló számítási módszerek korlátozottak voltak, ez a kutatás épphogy lemaradt a Mössbauer-effektus feltárásáról, 19 évvel azelőtt, hogy Mössbauer felismerte volna. Atommag-elmélettel, lézerfizikával és kvantummechanika-igazolással foglalkozott.
Lamb 1951 és 1956 között fizikaprofesszor volt a Stanfordon. 1956 és 1962 között az Oxfordi Egyetem Wykeham fizika professzora volt, emellett tanított a Yale, a Columbia és az Arizonai Egyetemen is. 1963-ban az Amerikai Művészeti és Tudományos Akadémia tagjává választották. 2000-ben az Optikai Társaság tiszteletbeli tagjává választotta.
D. Kaiser Lambre úgy emlékszik, mint egy „ritka teoretikusból kísérletezővé vált” személyiségre.

## Kvantumfizika
A Lamb-eltolódás révén a kvantum-elektrodinamikához való kulcsfontosságú és híres hozzájárulása mellett pályafutása második felében egyre nagyobb figyelmet fordított a kvantummérések területére. Egyik írásában kijelentette, hogy "a kvantummechanikát használó emberek többségének nincs sok dolga a téma értelmezésével kapcsolatban". Lamb nyíltan bírálta a kvantummechanika számos értelmezési trendjét, valamint a foton kifejezés használatát.

## Magánélete
Lamb 1939-ben feleségül vette első feleségét, Ursula Schäfert, egy német diáklányt, aki Latin-Amerika jeles történésze lett (és felvette Lamb vezetéknevét). Ursula 1996-ban bekövetkezett halála után feleségül vette Bruria Kaufman fizikusnőt, akitől később elvált. 2008-ban feleségül vette Elsie Wattsont.
Lamb 2008. május 15-én, 94 éves korában hunyt el, epekőbetegség szövődményei miatt.

## Fordítás
- Ez a szócikk részben vagy egészben  a   Willis Lamb című angol Wikipédia-szócikk ezen változatának fordításán alapul.  Az eredeti cikk szerkesztőit annak laptörténete sorolja fel. Ez a jelzés csupán a megfogalmazás eredetét és a szerzői jogokat jelzi, nem szolgál a cikkben szereplő információk forrásmegjelöléseként.